# Миоры (футбольный клуб)
Миоры (бел. Мёры) — белорусский футбольный клуб из одноимённого города.

## История
Футбольный клуб был основан в 1965 году в городе Миоры. На протяжении долгово времени местная команда спокойно выступала на региональном уровне. В 2011 году клуб стал победителем чемпионата Витебской области, после чего на следующий сезон отправился выступать во Вторую лигу. По окончании сезона владелец клуба сообщил о прекращении существования клуба из-за финансовых проблем. В 2015 году клуб вернулся на любительский уровень. В 2021 году, после объединения областной чемпионатов со Второй лигой, футбольный клуб стал одним из участников чемпионата. В сезоне 2023 года футбольный клуб занял второе место в витебском дивизионе, завоевав путёвку в финальную часть чемпионата.
В марте 2024 года стало известно, что клуб стал участником обновлённой Второй лиги. Однако клуб затем снялся с розыгрыша Второй лиги и отправился выступать в турнире Министерства спорта. В матче 4 мая 2024 года против клуба «Россоны» финальный счёт составил 50:0 в пользу миорского клуба.

## Достижения
Чемпионат Витебской области
 Победитель: 2011
 Бронзовый призёр: 2016